# Cellulomonas
Cellulomonas ist eine Gattung stäbchenförmiger, aerober oder fakultativ anaerober Bodenbakterien mit einem chemoorganotrophen Stoffwechsel (Chemoorganotrophie). Sie sind katalasepositiv und werden zu den grampositiven Bakterien gezählt, sind aber trotzdem leicht zu entfärben. Cellulomonas-Kulturen sind meist undurchsichtig, gelb pigmentiert und konvex. Die Fortbewegung erfolgt durch eine oder mehrere Flagellen. Die wichtigsten Lebensräume sind der Erdboden und zersetztes pflanzliches Material. Ein optimales Wachstum findet bei einer Temperatur von 30 °C und einem pH-Wert zwischen 9 und 10 statt.

## Taxonomie
Bereits 1923 wurde die Gattung Cellulomonas von David H. Bergey et al. erstmals als gramnegative Bakterien beschrieben. Später hat sich herausgestellt, dass sie grampositiv, allerdings sehr leicht entfärbbar sind. Bis heute sind 18 verschiedene Arten dieser Gattung bekannt, von denen Ce. flavigena die Typusart darstellt, welches komplett sequenziert wurde. Das Genom enthält 3735 Gene. DNA-DNA-Hybridisierungs-Studien und Untersuchungen der ribosomalen 16S-rRNA zeigten, dass die Gattung Oerskovia auch zu Cellulomonas gezählt werden kann.

## Stoffwechsel
Cellulomonas haben entweder einen oxidativen oder fermentativen Stoffwechsel. Die meisten Arten produzieren sowohl aerob, als auch anaerob Säure aus Glucose, Maltose, Saccharose, Xylose und Lactose. Cellulomonas ist in der Lage, Cellulose (durch Cellulase), Stärke und Gelatine zu hydrolysieren. Außerdem reduzieren sie Nitrat zu Nitrit und produzieren DNasen.

### Cellulosezersetzung
Cellulosemoleküle sind Ketten aus Glucosemolekülen. Die Grundeinheit ist das Disaccharid Cellobiose. Cellulose besteht aus dem amorphen (ungeordnetem) und dem kristallinen (geordneten) Bereich.
Cellulasen zersetzen (hydrolysieren) die Bindungen der Cellobiosen. Sie sind mit der Zelloberfläche von Cellulomonas verbunden, damit die löslichen Spaltprodukte rasch aufgenommen werden können. Um eine möglichst große Reaktionsfläche zu erhalten, lagern sich die Bakterien mit ihrer Längs-Körperachse parallel zur Cellulosefibrille an.
Es gibt zwei verschiedene Grundtypen von Cellulasen: Ein Enzymkomplex ist fest mit dem Bakterium verbunden, während sich der andere frei im Extrazellular-Raum befindet. Cellulomonas flavigena wendet beide Methoden an.
Cellulasen bilden eine ganze Enzymfamilie:
1. Endoglucanasen spalten zuerst die amorphen wasserzugänglichen Bereiche der Cellulose.
2. Exoglucanasen trennen dann die so freigelegten Enden vom nicht reduzierenden Ende her in Tri- und Disaccharideinheiten auf.
3. Cellobiasen lösen schließlich noch die Cellobiosen in ihre einzelnen Glucosemoleküle auf.

Cellobiose und Glucose werden schlussendlich in die Zelle aufgenommen.
Die aufgenommenen Disaccharide können dann noch durch die Cellobiosephosphorylase zerlegt werden, ohne dass ATP benötigt wird:
Cellobiose + Phosphat → Glucose-1-phosphat + Glucose

### Hemicellulose-Zersetzung
Hemicellulose ist ein alkalilösliches Polysaccharid und besteht aus drei Hauptzuckerkomponenten (Xylane, Mannane, Galactane), sowie zahlreiche Seitengruppen wie Acetylester, Methylether, Uronsäure. Im Unterschied zu Cellulose ist anstelle der Hexose β-D-Glucose die Pentose β-D-Xylose, bei der die C6-Gruppe durch ein H-Atom ersetzt wird.
Hemicellulose ist leichter abbaubar und wasserlöslicher als Cellulose, da sie kürzere Ketten bildet, verzweigt und nicht kristallin ist.
Den Hauptbestandteil bilden Xylane, die durch Xylanasen abgebaut werden können. Für die Abspaltung der Seitengruppen werden andere Enzyme benötigt.
Hauptprodukte des Abbaus sind β-D-Xylolose und das Disaccharid Xylobiose.